# الريفييرا الفرنسية

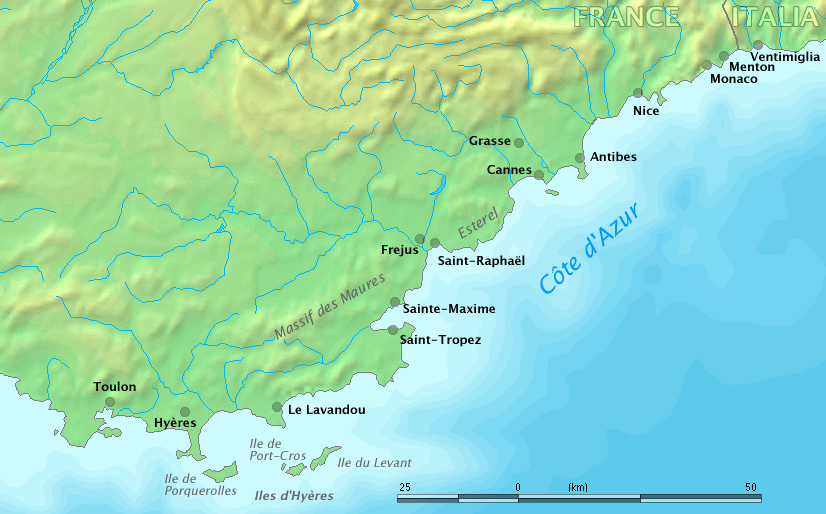
خريطة الريفيرا الفرنسي

الريفيرا الفرنسية (عرفها العرب قديمًا باسم سبتمانيا)' منطقة تقع جنوب شرق فرنسا على البحر المتوسط، ومن أشهر مدنها نيس، كان، سانتروبيز، تولون ومارسيليا. وتكثر فيها المنتجعات السياحية.

## الموقع
تمديد كوت دازور يتم تعيين في القاموس الفرنسي (روبرت بيتي "،" بيتي اروس ") وتمتد من كاسي (بوشيه دو رون) لمينتو على الحدود الإيطالية. بعض المصادر إعطاء طولون، Hyères وسان تروبيه على الغربي نقطة انطلاق. إنها جزء من بروفانس ألب كوت دازور مع الحدود الساحلية للبوشيه دو رون، فار وألب ماريتيم وإمارة موناكو. المواقع المعروفة هي : سان تروبيه، أنتيب، كان، نيس، وموناكو مينتو.
مع المناطق النائية هي جبال الألب البحرية وكتلة صخرية ديمور جدا الجبلية. سمة مميزة للغرب كوت دازور هي الصخور الحمراء من الساحل. في شرق جبال الألب سقوط حاد في البحر.
بالإضافة إلى مساكن شخصيات بارزة عديدة، وأكثر من ذلك بكثير العديد من المتقاعدين، وإنما هو أيضا منطقة شعبية الترفيهية من السياح الفرنسيين والأجانب منذ القرن الثامن عشر.
خلال موسم الذروة، والشواطئ والمدن المكتظة جدا في بعض الأحيان. على الطرق الساحلية، كثيرا ما تكون هناك اختناقات مرورية. باعتبارها المقصد السياحي، كوت دازور هو أكثر الموصى به في الموسم المنخفض.

## المناخ
يظهر الجدول التالي التغييرات المناخية على مدار السنة لالريفييرا الفرنسية:
| البيانات المناخية لـالريفييرا الفرنسية | البيانات المناخية لـالريفييرا الفرنسية | البيانات المناخية لـالريفييرا الفرنسية | البيانات المناخية لـالريفييرا الفرنسية | البيانات المناخية لـالريفييرا الفرنسية | البيانات المناخية لـالريفييرا الفرنسية | البيانات المناخية لـالريفييرا الفرنسية | البيانات المناخية لـالريفييرا الفرنسية | البيانات المناخية لـالريفييرا الفرنسية | البيانات المناخية لـالريفييرا الفرنسية | البيانات المناخية لـالريفييرا الفرنسية | البيانات المناخية لـالريفييرا الفرنسية | البيانات المناخية لـالريفييرا الفرنسية | البيانات المناخية لـالريفييرا الفرنسية |
| الشهر                                  | يناير                                  | فبراير                                 | مارس                                   | أبريل                                  | مايو                                   | يونيو                                  | يوليو                                  | أغسطس                                  | سبتمبر                                 | أكتوبر                                 | نوفمبر                                 | ديسمبر                                 | المعدل السنوي                          |
| -------------------------------------- | -------------------------------------- | -------------------------------------- | -------------------------------------- | -------------------------------------- | -------------------------------------- | -------------------------------------- | -------------------------------------- | -------------------------------------- | -------------------------------------- | -------------------------------------- | -------------------------------------- | -------------------------------------- | -------------------------------------- |
| الدرجة القصوى °م (°ف)                  | 22.5 (72.5)                            | 25.8 (78.4)                            | 26.1 (79.0)                            | 26.0 (78.8)                            | 30.3 (86.5)                            | 36.8 (98.2)                            | 36.3 (97.3)                            | 37.7 (99.9)                            | 33.9 (93.0)                            | 29.9 (85.8)                            | 25.4 (77.7)                            | 22.0 (71.6)                            | 37.7 (99.9)                            |
| متوسط درجة الحرارة الكبرى °م (°ف)      | 13.1 (55.6)                            | 13.4 (56.1)                            | 15.2 (59.4)                            | 17 (63)                                | 20.7 (69.3)                            | 24.3 (75.7)                            | 27.3 (81.1)                            | 27.7 (81.9)                            | 24.6 (76.3)                            | 21.0 (69.8)                            | 16.6 (61.9)                            | 13.8 (56.8)                            | 19.6 (67.2)                            |
| متوسط درجة الحرارة الصغرى °م (°ف)      | 5.3 (41.5)                             | 5.9 (42.6)                             | 7.9 (46.2)                             | 10.2 (50.4)                            | 14.1 (57.4)                            | 17.5 (63.5)                            | 20.3 (68.5)                            | 20.5 (68.9)                            | 17.3 (63.1)                            | 13.7 (56.7)                            | 9.2 (48.6)                             | 6.3 (43.3)                             | 12.4 (54.2)                            |
| أدنى درجة حرارة °م (°ف)                | −7.2 (19.0)                            | −5.8 (21.6)                            | −5.0 (23.0)                            | 2.9 (37.2)                             | 3.7 (38.7)                             | 8.1 (46.6)                             | 11.7 (53.1)                            | 11.4 (52.5)                            | 7.6 (45.7)                             | 4.2 (39.6)                             | 0.1 (32.2)                             | −2.7 (27.1)                            | −7.2 (19.0)                            |
| الهطول مم (إنش)                        | 69.0 (2.72)                            | 44.7 (1.76)                            | 38.7 (1.52)                            | 69.3 (2.73)                            | 44.6 (1.76)                            | 34.3 (1.35)                            | 12.1 (0.48)                            | 17.8 (0.70)                            | 73.1 (2.88)                            | 132.8 (5.23)                           | 103.9 (4.09)                           | 92.7 (3.65)                            | 733 (28.87)                            |
| متوسط أيام هطول الأمطار                | 6                                      | 5                                      | 5                                      | 7                                      | 5                                      | 4                                      | 2                                      | 2                                      | 5                                      | 7                                      | 7                                      | 6                                      | 61                                     |
| ساعات سطوع الشمس الشهرية               | 158                                    | 171                                    | 217                                    | 224                                    | 267                                    | 306                                    | 348                                    | 316                                    | 242                                    | 187                                    | 149                                    | 139                                    | 2٬724                                  |
| نسبة وصول أشعة الشمس                   | 54                                     | 58                                     | 59                                     | 56                                     | 58                                     | 66                                     | 74                                     | 73                                     | 65                                     | 55                                     | 51                                     | 50                                     | 60                                     |
| المصدر #1:                             |                                        |                                        |                                        |                                        |                                        |                                        |                                        |                                        |                                        |                                        |                                        |                                        |                                        |
| المصدر #2:                             |                                        |                                        |                                        |                                        |                                        |                                        |                                        |                                        |                                        |                                        |                                        |                                        |                                        |

## أعلام
- الكسندر فون سيبولد
- جورج جاي قاولد الأول